# Bibliotheke
Bibliotheke (Βιβλιοθήκη, "bibliotek") är ett bokverk om grekisk mytologi från det första eller andra århundradet efter Kristus. Det består av tre böcker varav den tredje bara är delvis bevarad, dock finns ett bevarat sammandrag av de saknade delarna. I manuskripten anges författaren som Apollodoros, vilket förr antogs vara Apollodoros från Aten, men detta har visat sig vara felaktigt. För att undvika sammanblandning anges författaren till Bibliotheke ibland som Pseudo-Apollodoros.
Verket är en av de viktigaste källorna till den grekiska gudavärlden. Det bygger på ett antal äldre verk med olika bakgrund och innehåller därför en del motsägelser. Originalspråket är grekiska.